# Yellow Submarine (canción)
«Yellow Submarine» es una canción de la banda británica de rock, The Beatles, cantada por Ringo Starr, es una canción auténtica de Lennon-McCartney y grabada entre el 26 de mayo y el 1 de junio de 1966, en los estudios 2 y 3 de EMI Studios. Formó parte del séptimo y undécimo álbumes de estudio, Revolver y Yellow Submarine, respectivamente.
Fue la primera y única canción cantada por Ringo que llegó al número uno de las listas de éxitos.

## La creación de la canción
Se cuenta que Paul escribió esta canción una noche mientras estaba tendido en su cama en estado de sopor (estado intermedio entre el sueño y la vigilia),y también un poco de sexismo y simplemente se le vino a la cabeza la idea del submarino amarillo.[cita requerida]
En la reedición del álbum Revolver, en 2022, pudo observarse que era un composición de John Lennon, una balada melancólica que fue transformándose a través de las diferentes tomas.
Entre los "efectos especiales" de esta canción podemos oír a Paul McCartney y a John Lennon haciendo burbujas en un balde con agua, a Alf Bicknell sacudiendo una cadena en una tina y a Brian Jones (de The Rolling Stones) haciendo chocar vasos de cristal.

## Consecuencias
Cuando el tema salió a la luz, todos asumieron que estaba relacionado con las drogas, excepto Paul, quien señaló que lo único que relacionaba con submarino amarillo eran unos dulces azucarados que él había probado alguna vez en Grecia. Inevitablemente, la juventud comenzó a nombrar a las drogas duras como "Yellow Submarine".

## En directo
La canción nunca fue interpretada en directo por el grupo, ya que a mediados de 1966 dejaron de hacer giras. Es por este motivo que ninguna canción del álbum Revolver fue tocada en vivo por el grupo.
No obstante, con posterioridad, Ringo Starr sí la ha interpretado en sus giras en solitario. También Paul McCartney, aunque solo de manera esporádica.

## Película
Esta es la cuarta entrega cinematográfica que hicieron. Pero con la diferencia con las otras tres anteriores que esta es de dibujos animados, la cual fue concebida y dirigida por George Dunning. La aportación de los Beatles a la misma, son las canciones y una pequeña aparición al término de esta película.

## Personal

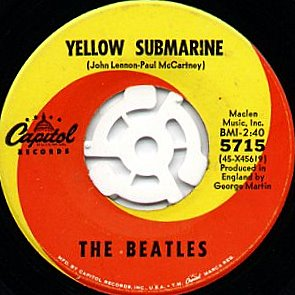
Sencillo estadounidense de Capitol Records, 1966

- Ringo Starr: batería (Ludwig Super Classic), voz principal.
- Paul McCartney: bajo (Rickenbacker 4001s), coros.
- John Lennon: guitarra acústica (Gibson J-160e), coros, efectos de sonido.
- George Harrison: pandereta, coros.
- Mal Evans: bombo, coros.
- George Martin: coros, producción.
- Geoff Emerick: coros, tape loops, ingeniero de sonido.
- Neil Aspinall: coros.
- Alf Bicknell: efectos de sonido.
- Pattie Boyd: coros.
- Marianne Faithfull: coros.
- Brian Jones: coros, efectos de sonido.
- Mick Jagger: coros, efectos de sonido.
- Brian Epstein: coros.

## Posición en las listas
| Año  | País           | Lista               | Canción                            | Posición | Semanas N.º 1 | Semanas en lista |
| ---- | -------------- | ------------------- | ---------------------------------- | -------- | ------------- | ---------------- |
| 1966 | Reino Unido    | Record Retailer     | «Yellow Submarine»/«Eleanor Rigby» | 1        | 4             | 13               |
| 1966 | Reino Unido    | New Musical Express | «Yellow Submarine»/«Eleanor Rigby» | 1        | 4             |                  |
| 1966 | Reino Unido    | Melody Maker        | «Yellow Submarine»/«Eleanor Rigby» | 1        | 3             | 12               |
| 1966 | Estados Unidos | Billboard Hot 100   | «Yellow Submarine»                 | 2        | —             | 9                |
| 1966 | Estados Unidos | Record World        | «Yellow Submarine»                 | 1        | 1             |                  |
| 1966 | Estados Unidos | Cash Box            | «Yellow Submarine»                 | 1        | 1             |                  |